# Pardosa vulvitecta
Pardosa vulvitecta là một loài nhện trong họ Lycosidae.
Loài này thuộc chi Pardosa. Pardosa vulvitecta được Ehrenfried Schenkel-Haas miêu tả năm 1936.